# Pseudagrion lorenzi
Pseudagrion lorenzi – gatunek ważki z rodziny łątkowatych (Coenagrionidae).